# Metacyrba pictipes
Espèce
Metacyrba pictipes est une espèce d'araignées aranéomorphes de la famille des Salticidae.

## Distribution
Cette espèce est endémique de Hispaniola.

## Description
Le mâle holotype mesure 3,8 mm.
Les mâles mesurent 2,90 et 3,7 mm et la femelle 5,19 mm.

## Systématique et taxinomie
Cette espèce a été décrite par Banks en 1903.

## Publication originale
- Banks, 1903 : « A list of Arachnida from Hayti; with descriptions of new species. » Proceedings of the Academy of Natural Sciences of Philadelphia, vol. 55, p. 340-345 (texte intégral).